# Aphragmus nepalensis
Aphragmus nepalensis là một loài thực vật có hoa trong họ Cải. Loài này được (H.Hara) Al-Shehbaz mô tả khoa học đầu tiên năm 2000.